# Peter Andersson i Borrås
Peter Andersson (i riksdagen kallad Andersson i Borrås), född 13 april 1777 i Tvååkers församling, Hallands län, död där 3 december 1850, var en svensk bonde och riksdagsman.
Peter Andersson var brukare av ett 1/6, senare 1/4 mantal i födelsesocknen, Tvååker. Han var riksdagsman för bondeståndet vid riksdagarna 1812, 1817, 1823, 1828 och 1834. Peter Andersson var konservativ och stödde Karl XIV Johans styre. 1818 motarbetade ett förslag om inställande av beväringen då han menade att den korta övningstiden, tolv dagar inte borde vara något problem för jordbrukarna att vara borta från sina sysslor. Han ansåg visserligen att indragningsmakten skulle flyttas från kungen till domstolar men motsatte sig ett avskaffande av densamma. Han var även kyrkligt konservativ och motsatte sig alla ändringar i evangelieboken. Peter Andersson motsatte sig även att frälsebönder skulle få riksdagsrepresentation, och var även kritisk mot att säteriägare och andra storjordägare fick representation bland bönderna. 1818 lade han fram ett förslag om jordrevning i Halland för att åstadkomma en jämnare skattefördelning, men tvingades dra tillbaka sitt förslag då många bönder trodde att det i själva verket endast skulle leda till högre skatt. Peter Andersson ville utöka handelsfriheten för bönderna men samtidigt inskränka borgarnas rättigheter att odla varor som konkurrerade med böndernas på stadsjordarna.